# Edmund Robertson
Pour les articles homonymes, voir Robertson.
Edmund Frederick Robertson, né le 1er juin 1943 à St Andrews en Écosse, est un professeur émérite de mathématiques pures à l'Université de St Andrews.
Il est l'un des créateurs du MacTutor History of Mathematics archive avec John J. O'Connor. Il a écrit plus de cent articles de recherche, principalement en théorie des groupes et des demi-groupes. Il est l'auteur ou le coauteur de dix-sept ouvrages.
En 1998, il a été élu membre à la Royal Society of Edinburgh.